# کامینگ (شهرستان خوم)
کامینگ (به لهستانی:  Kamień) یک روستا در لهستان است که در گمینا کامینگ (استان لوبلین) واقع شده‌است. کامینگ  ۸۷۰ نفر جمعیت دارد.